# Кавт і Кавтопат

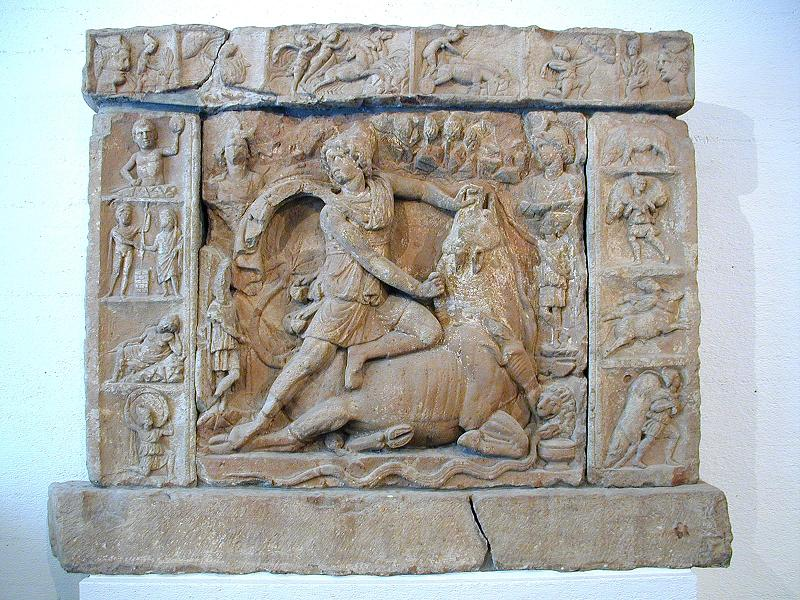
Рельєф із Гейдельберга із зображенням тавроктонії. Ліворуч зображений Кавтопат, праворуч - Кавт

Кавт і Кавтопат (лат. Cautes et Cautopates) — у мітраїзмі два супутники Мітри зі смолоскипами, які супроводжують його під час тавроктонії. Зображуються завжди удвох. Виглядають майже завжди також однаково. Різниця лише в тому, що Кавт тримає смолоскип спрямованим нагору, а Кавтопат — опущеним донизу. Не встановлено походження їхніх імен. Неясно також, чи йдеться про божества, чи це помічники Мітри при жертвоприношенні, його ближні слуги чи це просто факелоносці. Можливо також, що ця пара відображає різні іпостасі самого Мітри, створюючи таким чином «тріаду» його образів.

## Манера зображення
На фресках сцени тавроктонії (культового принесення Мітрою бика в жертву) у храмах Мітри (мітреумах) присутні зображення Кавта та Кавтопата, зі смолоскипами в руках та зі схрещеними ногами. Зображення їх за величиною менше, ніж самого Мітри. Найчастіше Кавт перебуває ліворуч від бога, а Кавтопат — праворуч від нього. Однак приблизно у 50 випадках їх позиції змінені: Кавтопат стоїть праворуч, а Кавт – ліворуч. У поодиноких випадках обидва стоять поряд, за жертовним биком. Іноді один з них вище за інший, як правило, це Кавт. У храмах Мітри нерідко є окремі вівтарі, присвячені Кавту або Кавтопату, із зображеннями кожного з них. Згідно з знахідками у Штокштадті, Кавт та Кавтопат у вільних руках тримають предмети, схожі на ключі. Точне їхнє призначення не з'ясовано. Можливо, предмети є чимось на кшталт пасошної палиці або рожна. Обидві фігури одягнені в туніки, на головах у них фригійські ковпаки, як у Мітри. На кольорових або розфарбованих зображеннях (фресках, рельєфах) можна побачити, що одяг у обох супутників Мітри різних кольорів. У Кавта, що несе з піднятим смолоскипом світло та тепло, вони яскравих, живих відтінків — червоні чи жовті. У Кавтопата ж, смолоскип якого опущений і згашений, кольори одягу темні (сірі або темно-сині).

## Значення
Піднятий вгору, палаючий смолоскип у культі Мітри часів Римської імперії може позначати культ Сонця та його шлях по небосхилу, що встає вранці на сході і опускається за обрій увечері на заході. У зв'язку з цим Кавт з піднятим факелом позначає Сонце, що сходить, день, схід, надію і світло. На античному небосхилі йому відповідає Альдебаран у сузір'ї Тельця, пов'язаний з настанням весни і потім - з літом. Кавтопат відповідає західному сонцю, вечору і ночі, заходу, страждання і смерті. На небосхилі йому відповідає Антарес у сузір'ї Скорпіона, що символізував настання зими.

## Галерея

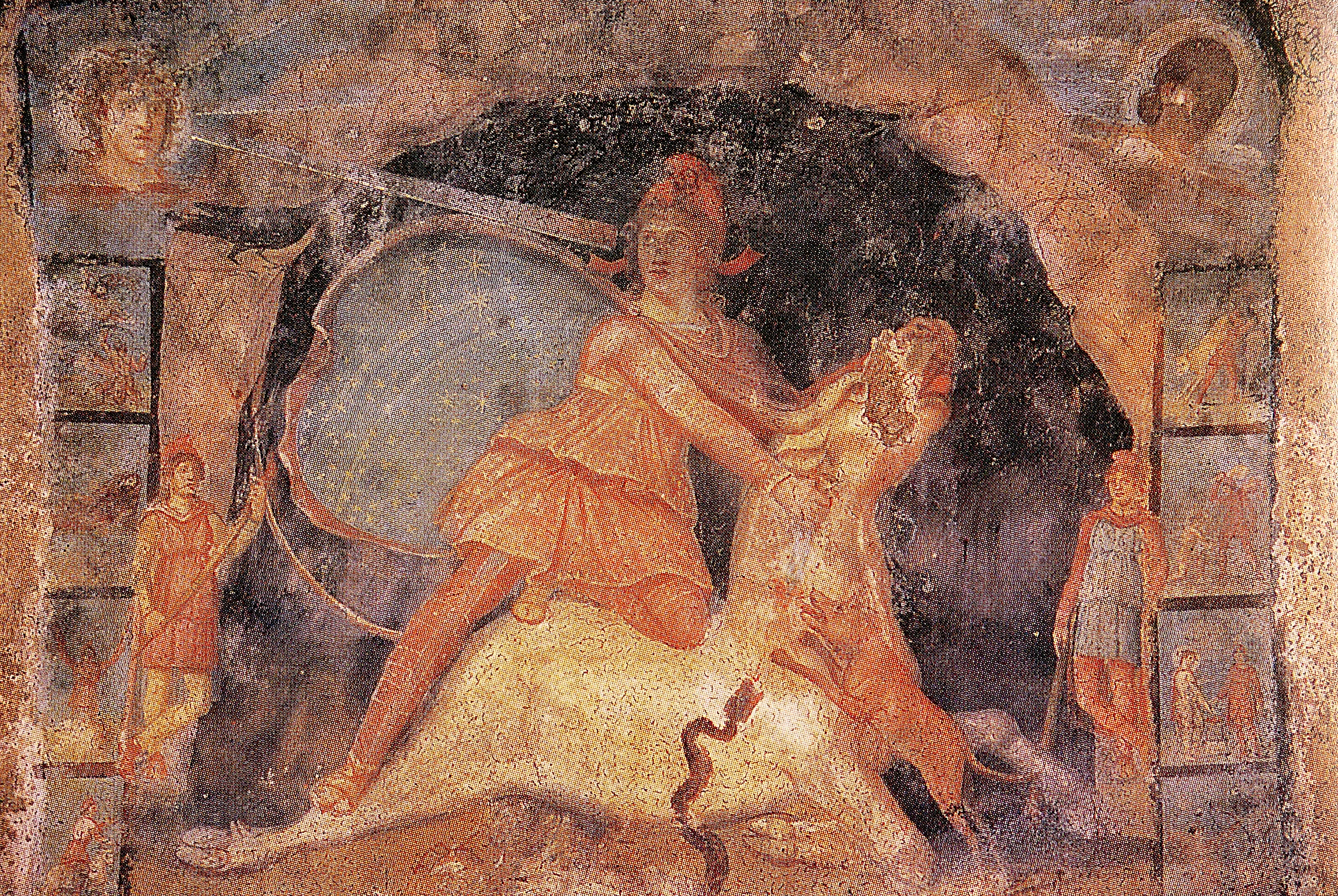
Мітра вбиває бика. Ліворуч Кавт, праворуч Кавтопат. Фреска з мітреуму Марино (Лаціум), бл. 200
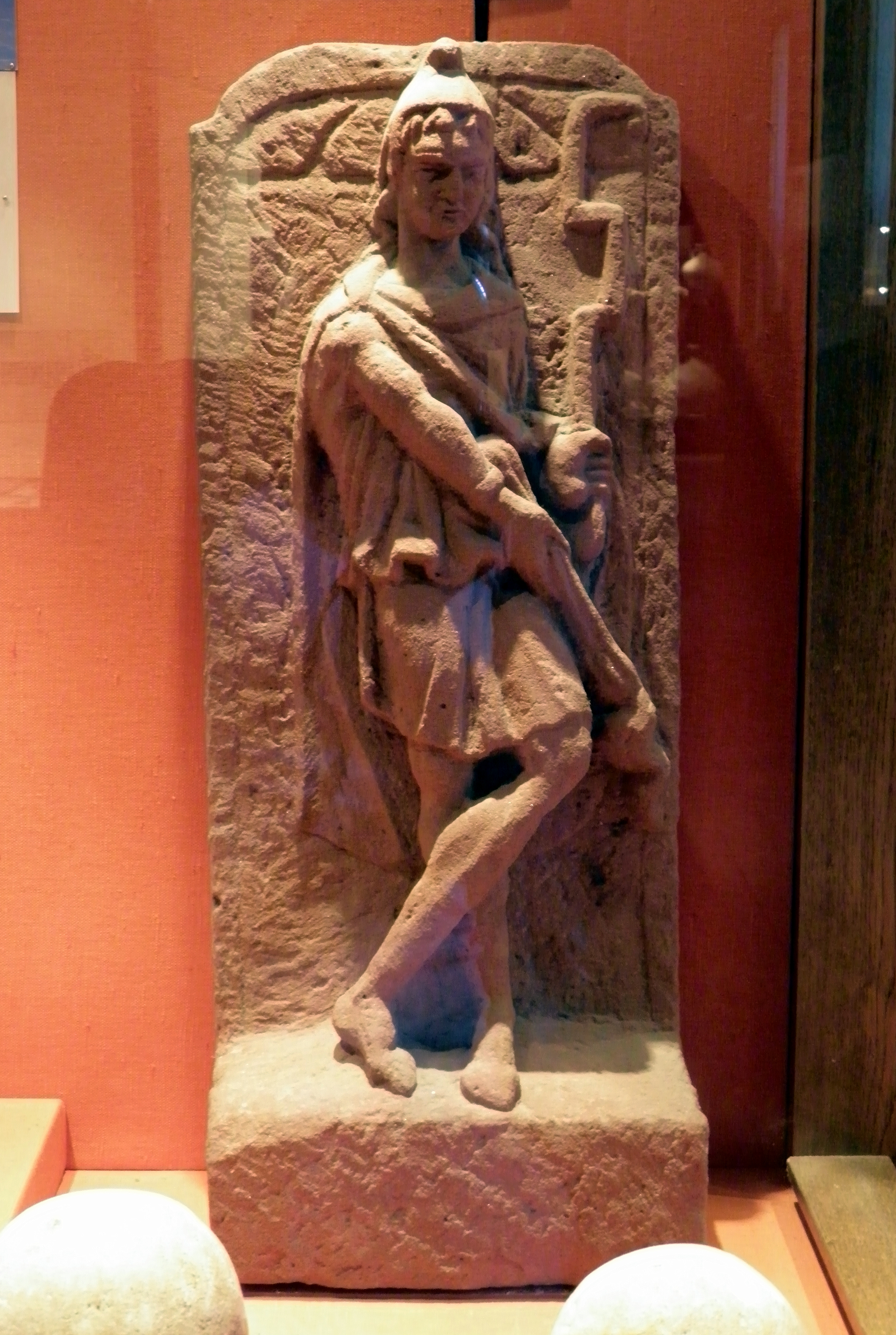
Зображення Кавтопата (Штокштадт, Лімес Германікус)
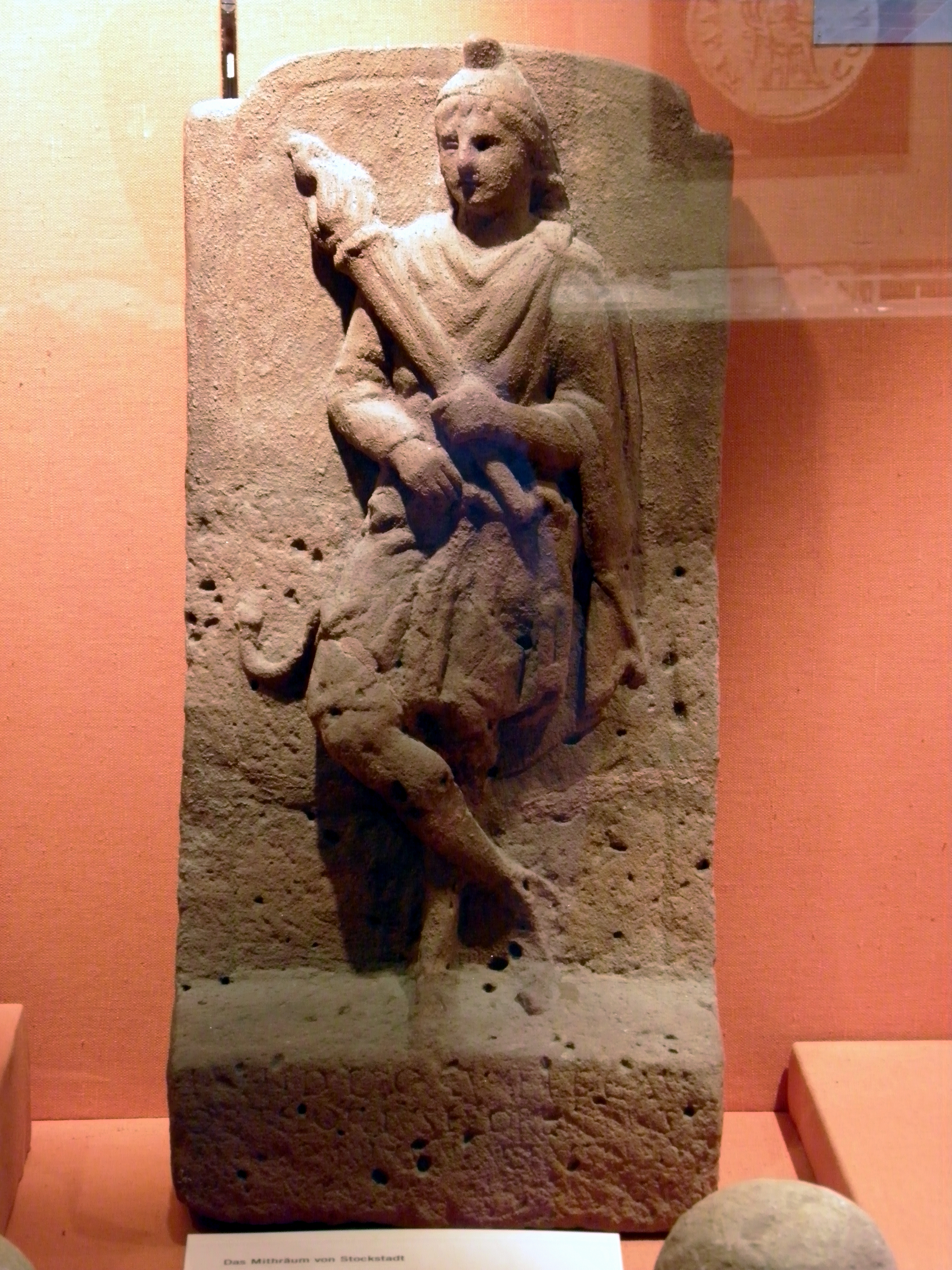
Зображення Кавта (Штокштадт, Лімес Германікус)
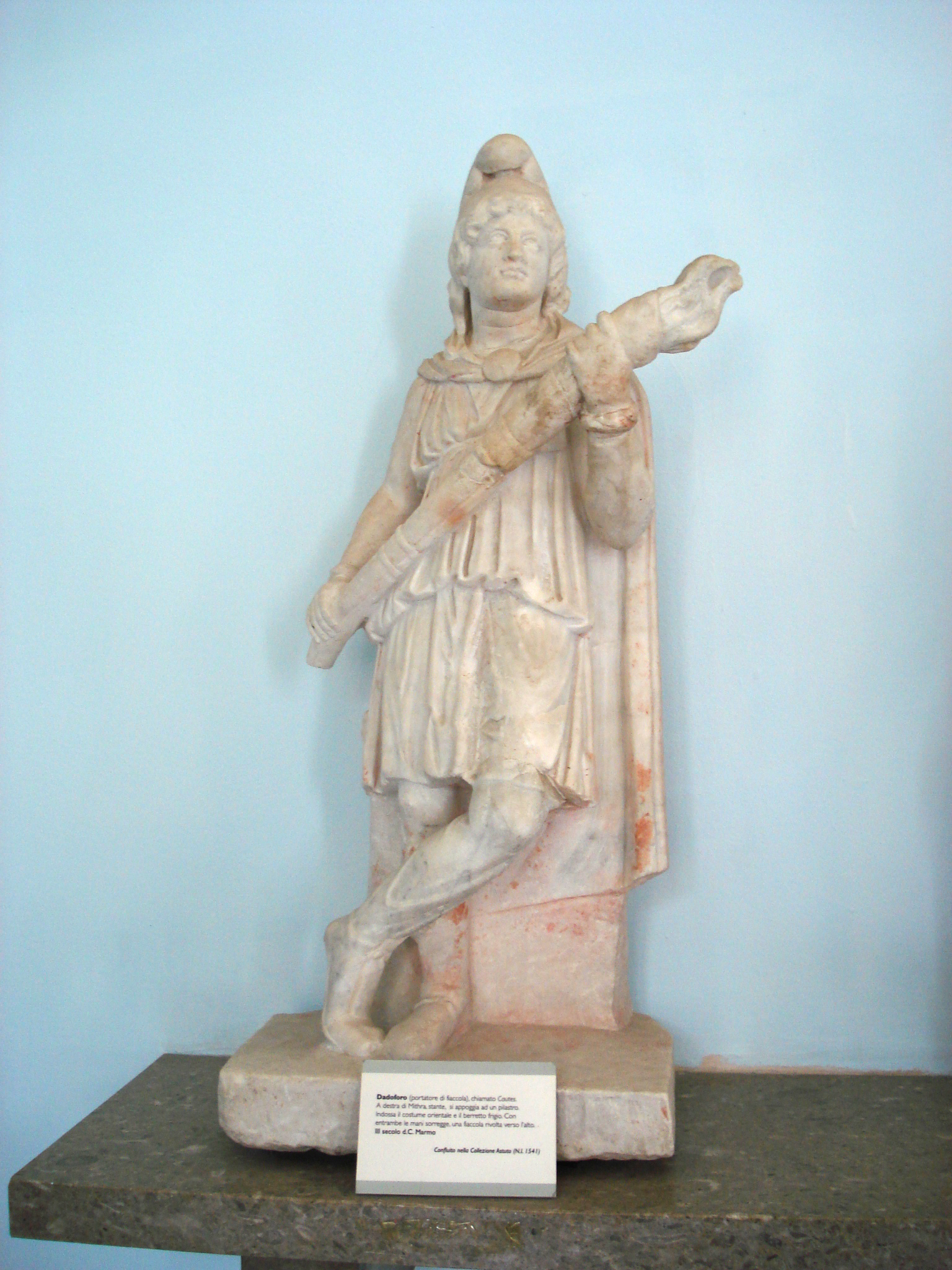
Зображення Кавта